# Темистокли Гърмени
Темистокли Гърмени (на албански: Themistokli Gërmenji) е албански национален герой и революционер. Един от дейците на Албанското възраждане и водач на албанските чети между 1909 и 1914 година, както и полицейски префект на Автономната албанска република Корча от 1916 година.

## Биография
Темистокли Гърмени е роден през 1871 година в град Корча, днес в Албания. Дядо му Димитър се преселва от Гърмен, Колония, в Корча през 1860 година и приема фамилното име Гърмени. Баща му Атанас се прехвърля по икономически причини в Египет и след това в Букурещ и Истанбул, докато майка му Констандина, жена му Катерина, тримата му синове Спиро, Телемак и Темистокли и двете му дъщери Александра и Евтерпина остават в Корча.
След като получава основното си образование в Корча, Темистокли емигрира в Румъния през 1892 година. В Букурещ е повлиян от повишаването на патриотичните общества на албанската общност. Завръща се в Корча, а с брат си Телемак в Битоля отваря хотел „Лирия“, който се превръща в център на националистическото движение. В него дейци на Албанското възраждане провеждат Битолския конгрес и планират албанските въстания в периода 1909-1912 година. Гърмени е поддръжник на взаимодействието с българската Вътрешна македоно-одринска революционна организация.
През 1911 година пътува до Италия и Гърция, за да намери подкрепа. През същата година е обявен за персона нон грата в Гърция, защото отказва на гръцките власти да не провежда национална пропаганда южно от Вльора. Гърмени предвожда въоръжена албанска чета, съставена от хора от различни вероизповедания и социални класи, но борещи се срещу Османската империя. Докато действа между Скора и Гирокастро, опитвайки се да плени военните провизии на Османската армия е заловен и затворен в Янина. Когато се завръща в Корча води една от двете нелегални албански чети в региона (другата е на Сали Бутка). По време на Балканските войни воюва на страната на Княжество Албания срещу Автономната република Северен Епир, опитвайки неуспешно да защити родния си град Корча от настъпващите прогръцки части. Темистокли Гърмени бяга в София, България, през 1915 година, когато гръцката армия повторно окупира Корча по време на Първата световна война. През октомври 1916 година се намира в Поградец, където търси подкрепа от австрийските и българските власти, но след това минава на френска служба в новозавладения Корча в края на ноември 1916 година.
Френските офицери назначават комисия начело с Гърмени, която подписва с тях протокол за основаването на автономна област Корча, която е официално обявена на 10 декември 1916 година. Гърмени е награден с военен кръст за участието му в превземането на Поградец. Скоро след това обаче Гърмени е обвинен в тайни преговори с Централните сили и е екзекутиран на 7 ноември 1917 година в Солун. Остават съмнения, че е набеден от гръцки информатори.
В Корча е издигнат негов паметник.